# İlkem Özkaynak
İlkem Özkaynak (* 1. Mai 1982 in Kırklareli) ist ein türkischer Fußballspieler, der derzeit für Kırklarelispor spielt.

## Karriere

### Vereinskarriere
İlkem Özkaynak begann dem Vereinsfußball in der Jugend von Kırklarelispor. Im Sommer 1999 wechselte er zu Çanakkale Dardanelspor und absolvierte fünf Spielzeiten für diesen Verein.
Zur Spielzeit 2005/06 wechselte er dann zum Erstligisten Kayseri Erciyesspor und war hier zwei Jahre tätig. Am Ende der Saison 2006/07 misslang dem Verein der Klassenerhalt, weswegen Özkaynak den Verein verließ und zur anstehenden Saison zum Ligakonkurrenten Ankaragücü wechselte. Für diesen Verein spielte er drei Spielzeiten lang. Während er die ersten zwei Spielzeiten regelmäßig als Stammspieler tätig war, verlor er in der dritten Saison den Stammplatz und absolvierte die komplette Saison lang lediglich drei Begegnungen.
Daher verließ er Ankaragücü und wechselte im Sommer 2009 zu Antalyaspor. Auch hier fristete er eher ein Reservistendasein und musste, nachdem sein Einjahresvertrag abgelaufen war, den Verein verlassen.
Zur neuen Saison ging er zu seinem ehemaligen Verein und jetzigen Drittligisten Kırklarelispor. Hier spielte er die Hinrunde. Zur Rückrunde wechselte er zum Zweitligisten Adanaspor. Hier erreichte man zum Saisonende den Einzug bis ins Playoff-Finale der TFF 1. Lig. Im Finale unterlag man in der Verlängerung Kasımpaşa Istanbul 2:3 und verpasste somit den Aufstieg in die Süper Lig erst in der letzten Begegnung.
Im Sommer 2014 kehrte er zu seinem früheren Klub Kırklarelispor zurück.

### Nationalmannschaft
İlkem Özkaynak durchlief die türkische U-18-Jugendnationalmannschaft.

## Trivia
- Özkaynak trägt wenn möglich stets das Trikot mit der Nummer 39. Die Kfz-Kennzeichen in der Türkei sind so gestaltet, dass jede der 81 Provinzen eine Nummer zugeteilt bekommt. Da die Heimatprovinz Özkaynkas die 39 zugewiesen bekommen hat, trägt Öynak diese Nummer.